# ウリゾーン空間と完全ハウスドルフ空間
数学の一分野である位相幾何学において、ウリゾーン空間またはT2½空間とは空間内の任意の異なる二点が閉近傍で分離可能な位相空間のことである。完全ハウスドルフ空間または写像的にハウスドルフ空間とは、空間内の任意の異なる二点がそ連続写像で分離可能な位相空間のことである。これらの定義はハウスドルフ空間T2の定義より強い分離公理である。

## 定義
以下、X を位相空間、x,yをX上の点とする。
- xとyが閉近傍で分離可能とはxの閉近傍Uとyの閉近傍Vが存在してUとVが交わらない(U ∩ V = ∅)こと。 (ただし"xの閉近傍"はxを含む開集合を包含する閉集合を意味する。)
- xとyが写像で分離可能とはf(x) = 0かつf(y) = 1を満たす連続写像 f : X → [0,1] (単位区間)が存在すること。.

ウリゾーン空間またはT2½空間とは空間内の任意の異なる二点が閉近傍で分離可能な位相空間のことである。
完全ハウスドルフ空間または写像的にハウスドルフ空間とは、空間内の任意の異なる二点が連続写像で分離可能な位相空間のことである。

## 命名規則
分離公理の研究は使用されている命名規則との衝突で悪名高い。この記事の定義はWillard (1970)によって定義されたもので、より現代的な定義である。Steen, Seebach (1970)などウリゾーン空間と完全ハウスドルフ空間を逆に定義するものもいる。 この問題については分離公理の歴史を参照せよ。

## 他の分離公理との関係
写像で分離可能な二点は閉近傍でも分離可能である。もし二点が閉近傍で分離可能なら明らかに近傍でも分離可能である。すなわち完全ハウスドルフ空間はウリゾーンであり、ウリゾーン空間はハウスドルフ空間である。
また、正則ハウスドルフ空間はウリゾーンでありチホノフ空間は(=完全正則ハウスドルフ空間)完全ハウスドルフである。これらをまとめると以下のようになる:
| チホノフ空間 (T3½)          | {\displaystyle \Rightarrow } | 正則ハウスドルフ空間 (T3)   |                              |                       |                              |    |
| {\displaystyle \Downarrow } |                              | {\displaystyle \Downarrow } |                              |                       |                              |    |
| 完全ハウスドルフ空間        | {\displaystyle \Rightarrow } | ウリゾーン空間 (T2½)        | {\displaystyle \Rightarrow } | ハウスドルフ空間 (T2) | {\displaystyle \Rightarrow } | T1 |

矢印の向きを逆にした際の反例は容易に見つけることができる。

## 例
補可算拡張位相は、実数直線上の通常のユークリッド位相と補可算位相の非交和によって生成される位相である。この位相で集合が開集合である必要十分条件はU \ A(Uはユークリッド位相の開集合かつAは補可算)と表されること。この空間は完全ハウスドルフでウリゾーンだが正則ではない(したがってチホノフでもない)。
ハウスドルフだがウリゾーンではない空間やウリゾーンだが完全ハウスドルフまたは正則ハウスドルフではない空間も存在する。それらの例は自明ではないがSteen, Seebachによって与えられている。